# Tintagel
Pour les articles homonymes, voir Tintagel (homonymie).

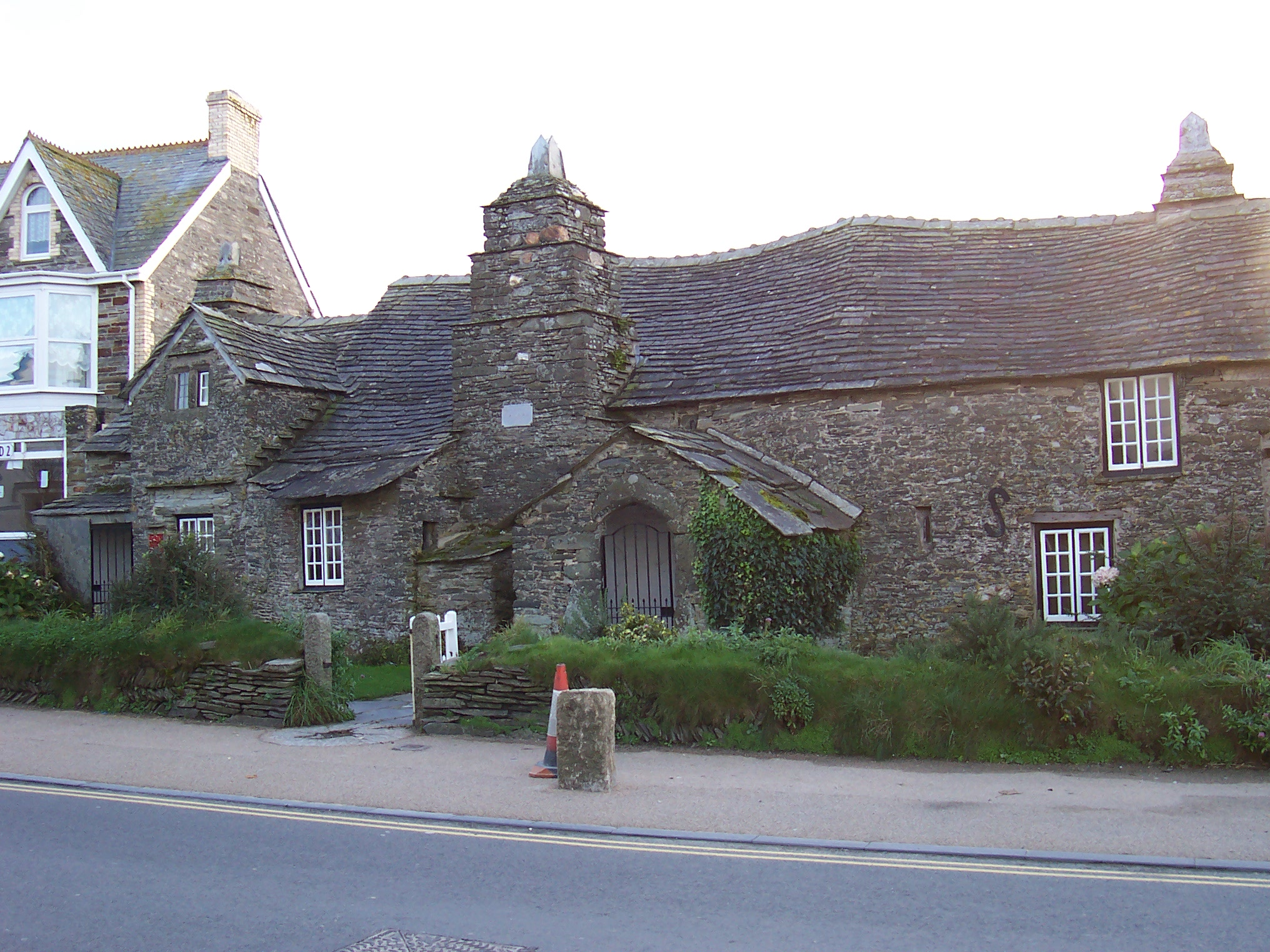
La vieille poste de Tintagel

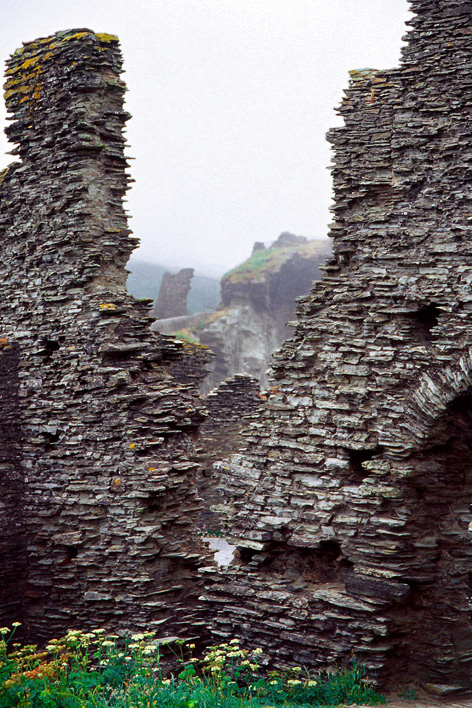
Ruines du château de Tintagel

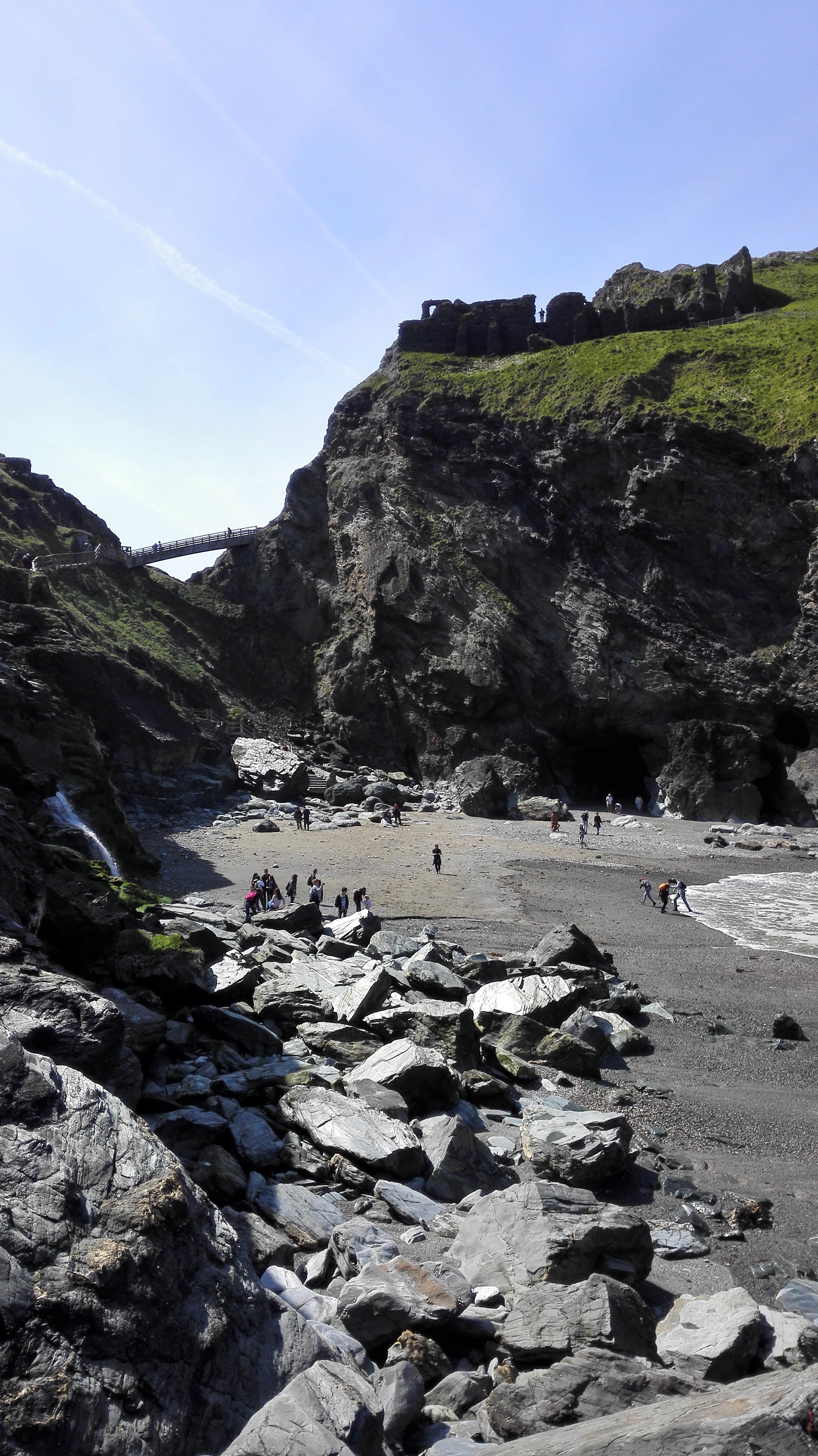
Ruines du château de Tintagel (vue d'ensemble depuis la plage)

Tintagel est une localité et une paroisse civile de la côte nord-ouest du comté de Cornouailles en Angleterre. Sa population est d’environ 1 700 habitants (recensement de 2001). Le village s’appelait autrefois Trevena (du cornique Tre war Venydh) jusqu'en 1850, date à laquelle il fut décidé de le rebaptiser. L’édifice le plus pittoresque du village est sa vieille poste, une maison du XIVe siècle transformée en bureau postal au XIXe siècle et qui appartient maintenant au National Trust, une organisation privée de sauvegarde du patrimoine. Des ruines proches évoquent le « château du roi Arthur », mais elles peuvent n'avoir été qu'un monastère ou un comptoir marchand.

## Légende arthurienne et archéologie
Dans la légende arthurienne, Tintagel est le lieu dont est originaire le roi Arthur. On trouve effectivement aux environs immédiats du village, sur le littoral rocheux, des ruines qui remontent peut-être au Ve siècle, appelées le « château d'Arthur ».
Les fouilles entreprises dans les années 1930 par Ralegh Radford ont conclu à l'existence d'un monastère celtique et d'un comptoir marchand des Ve et VIe siècles aux environs du site d'un château du XIIe siècle. Certains archéologues contestent toutefois ces conclusions. Il est désormais admis que le site constituait un établissement majeur du royaume de Dumnonia et que l'endroit était un centre d'échange important avec le monde méditerranéen immédiatement après la chute de l'Empire romain. Des fouilles plus récentes ont permis de découvrir en 1998, la « pierre d'Artognou (en) ». En 2017, une seconde pierre est découverte. Elle présente des inscriptions en latin, des lettres grecques et des symboles chrétiens. Apparaissent aussi le nom romain « Tito » ainsi que le nom celtique « Budic ».

## L'église

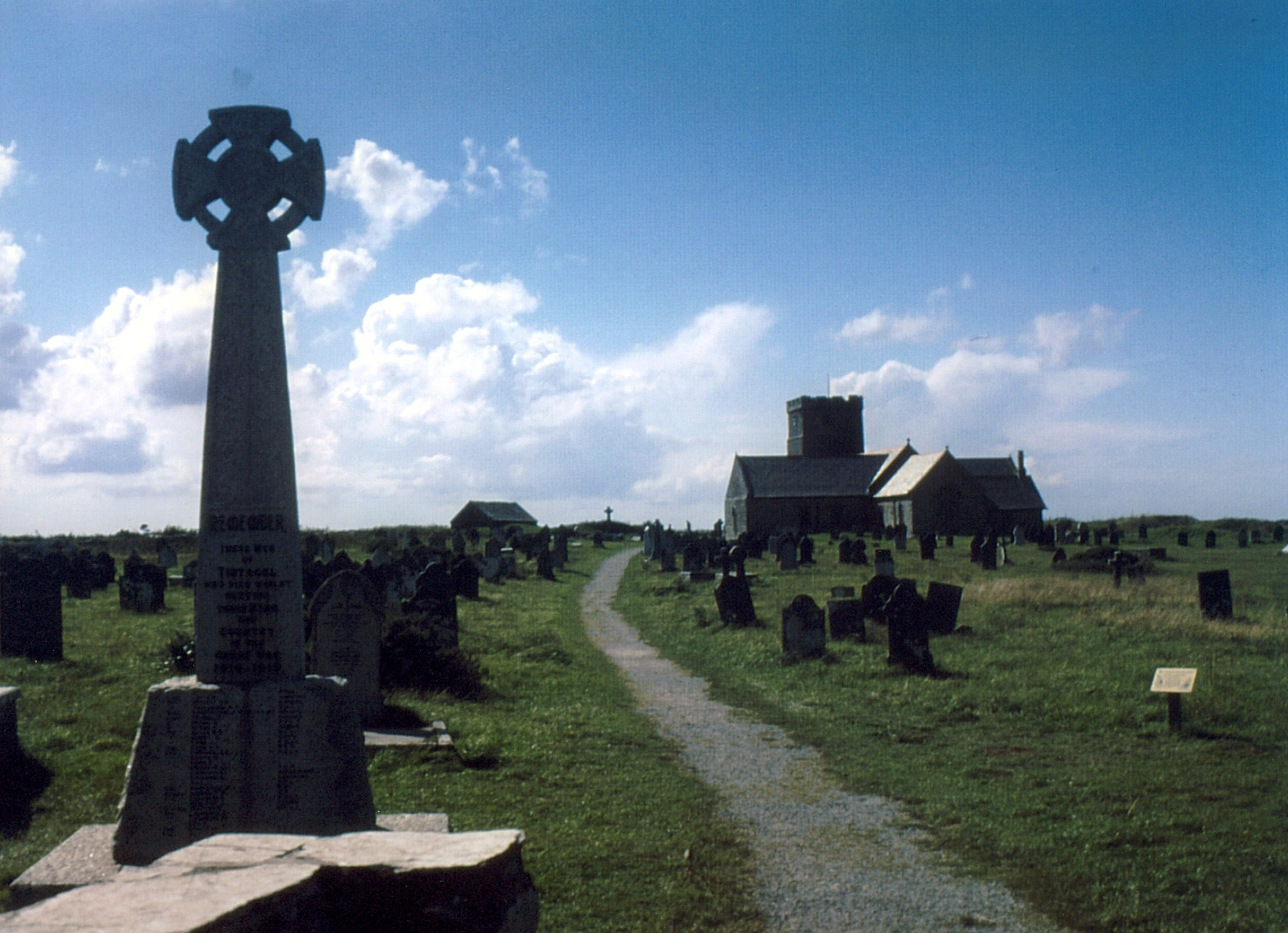
Église de Tintagel

On trouve à Tintagel une église catholique dédiée à l'apôtre saint Paul et dont les murs sont recouverts d'une mosaïque de trente mille pièces. L'église est très visitée par les parents ayant perdu un enfant en bas âge ou par fausse couche car elle contient le Livre du Mémorial des fausses couches et de la perte des enfants (Miscarriage & Infant Loss Memorial Book) où les noms des enfants disparus peuvent être inscrits. L'église de la paroisse, Sainte-Materiana, est anglicane et fut construite durant l'époque normande (son clocher date de la fin du Moyen Âge). Elle se dresse sur les falaises entre Trevena et le château de Tintagel. L'église est dédiée à Materiana (Mertherian ou Matherian en cornique, connue sous le nom de sainte Marcelliana), une sainte locale du Moyen Âge.

## Environs
Le littoral du secteur de Tintagel a la particularité d'être composé d'ancienne ardoise du Dévonien. À environ deux kilomètres au sud de Tintagel, en direction de Treknow, les ardoises de la côte ont été massivement exploitées pour la réalisation des toitures d'habitations, car ce matériau est très résistant à l'usure. La couleur vert turquoise de la mer observée par temps chaud et forte lumière solaire est due aux particules de cuivre contenues dans le sable d'ardoise. On trouve à proximité les plages de Bossiney Haven et de Trebarwith Strand. La géologie du site reste néanmoins très menacée par les phénomènes d'érosion du littoral.
Tintagel est cité par Alfred Lord Tennyson dans son poème « Les Idylles du Roi. »
« Tintagel » est aussi le titre d'un poème orchestral composé par Arnold Bax.

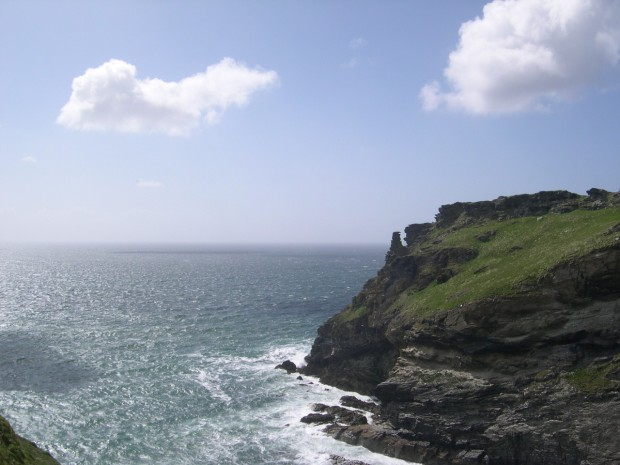
Péninsule du château de Tintagel.

## Source
- (en) Cet article est partiellement ou en totalité issu de l’article de Wikipédia en anglais intitulé « Tintagel » (voir la liste des auteurs).